# 野生臼齒麗鯛
野生臼齒麗鯛，為輻鰭魚綱鱸形目隆頭魚亞目慈鯛科的其中一種，分布於非洲馬拉威湖流域，體長可以達19.9公分，棲息在植物生長的淺水域，以無脊椎動物為食，生活習性不明，可以作為觀賞魚。

## 擴展閱讀
維基物種上的相關：野生臼齒麗鯛